# Tripsacum andersonii
Tripsacum andersonii là một loài thực vật có hoa trong họ Hòa thảo. Loài này được J.R.Gray miêu tả khoa học đầu tiên năm 1976.